# Hermann Kauffmann
Pour l’article ayant un titre homophone, voir Hermann Kaufmann.
Hermann Kauffmann (né le 7 novembre 1808 à Hambourg, mort le 24 mai 1889 dans la même ville) est un artiste peintre et graveur allemand.

## Biographie
Hermann Kauffmann est le fils d'un marchand de soie. Son premier professeur d'art, le peintre hambourgeois Gerdt Hardorff, lui apprend à dessiner sur des modèles en plâtre, comme c'est la coutume à l'époque, mais il étudie également le nu. De 1827 à 1833, il fréquente l'académie des Beaux-Arts de Munich. Son professeur, Peter von Hess, est considéré comme l'un des principaux représentants des naturalistes munichois. Kauffmann est d'abord associé à la communauté artistique de Hambourg, puis il part peu après et se tourne vers l'étude de la nature, la peinture sur le motif. En 1833, il revient à Hambourg. Pendant longtemps, le paysage bavarois est resté prépondérant dans ses peintures et ses dessins.

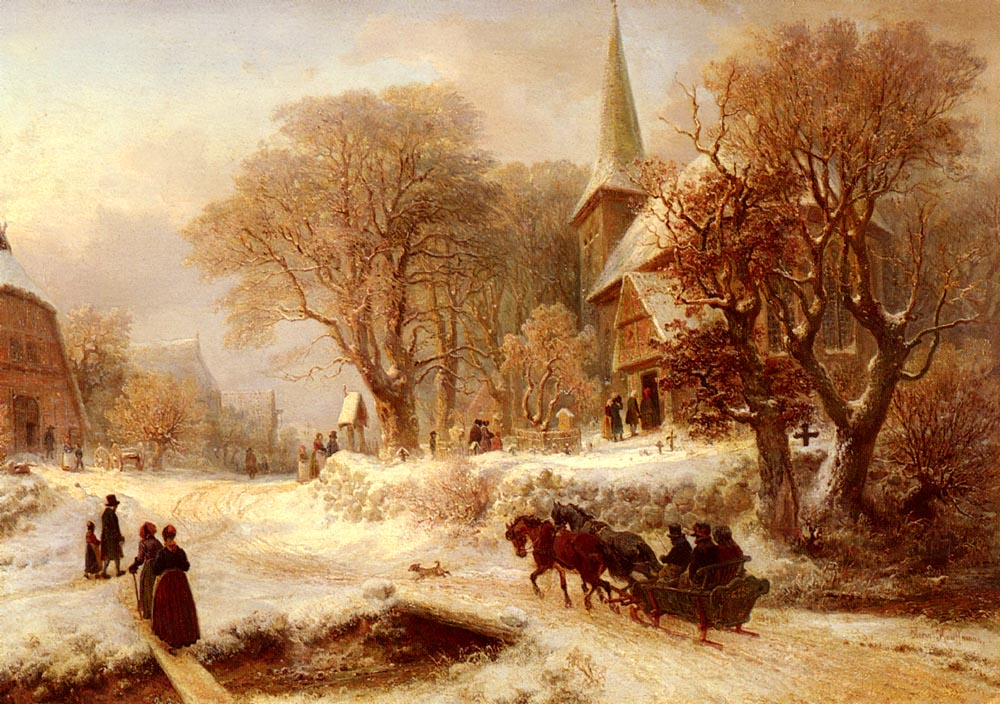
L'église de Hamm

Il fait d'autres études de paysage lors de voyages dans le nord et le sud de l'Allemagne, en Norvège et à Hambourg et ses environs. Elles sont parfois classées comme paysages purs, en partie comme paysages avec genre, en partie comme genre. Elles se caractérisent par un naturel de conception et de présentation. Il aime représenter des paysages d'hiver.
Kauffmann a produit des eaux-fortes et des lithographies.
Ses œuvres sont exposées à la Kunsthalle de Hambourg et dans les musées de Darmstadt, Hanovre et Leipzig. Un tableau de l'incendie de Hambourg de 1842 est exposé à l'hôtel de ville.
Son fils Hugo Kauffmann sera peintre, comme son petit-fils Hermann Kauffmann.